# Jon Busch
Jon Busch (Queens, 18 augustus 1976) is een Amerikaans voetballer die dienstdoet als doelman. Hij verruilde in 2015 San Jose Earthquakes voor Chicago Fire.

## Clubcarrière
In 1997 werd Busch door Nashville Metros gekozen in de A–League Draft. In plaats van voor Nashville te spelen kwam Busch terecht bij Worcester Wildfire. Na een korte periode bij Carolina Dynamo tekende hij in 1998 bij Hampton Roads Mariners, waar hij drie seizoenen speelde. In zijn tweede seizoen werd hij tot 'Most Valuable Player' van de club benoemd. In 2001 brak hij definitief door. Met zijn club Hershey Wildcats hield hij dertien keer de nul en stroomde hij met de club door naar de finale van de A–League. Daarnaast werd hij 'A–League Goalkeeper of the Year'.
In 2002 kwam Busch bij Columbus Crew uit de Major League Soccer terecht. Busch werd er niet direct eerste keus maar deelde zijn tijd onder de lat met Tom Presthus. Vanaf 2003 werd hij wel vaste doelman maar in zijn laatste twee seizoenen kwam hij door een blessure slechts een beperkt aantal keer uit voor de club. In 2007 maakte hij de overstap naar Chicago Fire. Daar speelde hij in zijn eerste seizoen slechts in drie competitiewedstrijden. Na het vertrek van Matt Pickens werd hij basisspeler voor Chicago. In zowel 2008 als 2009 speelde hij in dertig competitiewedstrijden voor de club, waarin hij in beide seizoenen tien keer de nul hield. In 2008 werd hij benoemd tot 'MLS Goalkeeper of the Year'.
Op 22 maart 2010 verliet hij Chicago Fire. Op 28 maart vond hij bij San Jose Earthquakes een nieuw onderkomen. Bij San Jose speelde hij in vijf seizoenen 147 competitiewedstrijden. Op 26 oktober 2014 zette Busch een MLS–record met 138 reddingen in een seizoen.
Op 27 januari 2015 keerde Busch terug bij Chicago Fire.